# Лусконіг
Лусконіг (Pygopus) — рід лусконогих з підродини Лусконогові родини Лусконоги. Має 3 види.

## Опис
Представники цього роду мають довжину 60—75 см. Тулуб має колір темного забарвлення. Присутні задні кінцівки у вигляді пласких лопатей. Статевий диморфізм не дуже спостерігається — є відмінності лише у розмірі кінцівок самців та самиць.

## Спосіб життя
Мешкають у негустих лісових місцинах, чагарниках, сухих напівпустелях. Пересуваються досить швидко. Активні вночі. Харчуються комахами та безхребетними.
Це яйцекладні плазуни. Самка відкладає зазвичай 2 яйця.

## Розповсюдження
Представники цього роду є ендеміками Австралії.

## Види
- Лусконіг звичайний (Pygopus lepidopodus)
- Лусконіг чорноголовий (Pygopus nigriceps)
- Pygopus steelescotti
- Pygopus robertsi
- Східний чорноголовий лусконіг (Pygopus schraderi)